# Amatörastronomi

Augusti 2006, amatörastronomer vid Delawarefloden beundrar natthimlen under meteorregnet Perseiderna.

Amatörastronomi är studier av astronomiska objekt och fenomen som utförs icke yrkesmässigt, med eller utan hjälpmedel. Amatörastronomen har inte astronomin som en primär källa för sin försörjning utan ägnar sig åt astronomi enbart av intresse. Många amatörastronomer är nybörjare medan andra har en hög examen inom astronomi och/eller arbetar tillsammans med professionella astronomer. Det är inte alltid lätt att dra en skarp linje mellan amatörer och professionella inom astronomin, bland annat på grund av att vissa yrkesverksamma astronomer påbörjat sin karriär som amatörer.
Amatörastronomi associeras vanligen med studier av natthimlen när de flesta himlakroppar och fenomen på himlen är synliga, men det finns amatörastronomer som också arbetar under dagen med till exempel studier av solfläckar och solförmörkelser. Ibland används inte mer än blotta ögat vid nattstudierna men många använder kikare, teleskop och andra instrument.
Det finns många föreningar för amatörastronomer, exempelvis Svensk amatörastronomisk förening som bildades 1982. Inom astronomin spelar amatörforskningen fortfarande en aktiv roll, bland annat för att upptäcka nya kometer.

## Historia

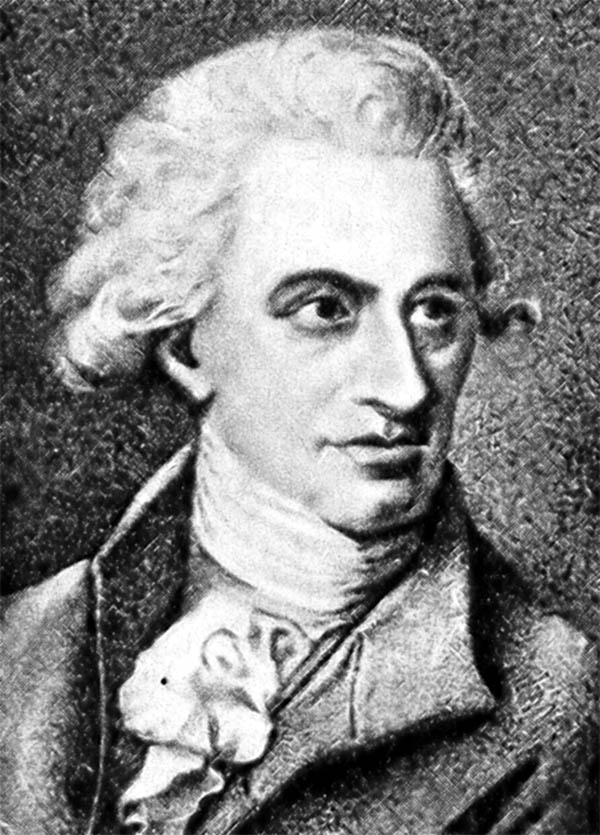
William Herschel (1738-1822), började som en ren amatör men lyckades bland annat upptäcka planeten Uranus.

Astronomi anses som en av de äldsta vetenskaperna. Fram till 1600-talet och tillverkningen av de första nationella teleskopen utgjorde amatörastronomin hela fältet astronomi. Även fortsättningsvis var det betydligt vanligare att observationer gjordes med egen utrustning. William Herschel (1738-1822) och William Parson (1800-1867) anses ibland som amatörastronomins fäder.
Amatörastronomi som inte har något vetenskapligt syfte är dock en mycket senare företeelse. Det var inte förrän under senare delen av 1800-talet som astronomiska instrument började tillverkas i större skala för allmänheten. Ännu ett steg togs 1880 med publiceringen av Astronomie Populaire av Camille Flammarion (1842-1925).
Det är därför svårt att precis avgöra när amatörastronomin som vi känner den idag började. Hur det än må vara med den avgränsningen finns tre avgörande steg i amatörastronomins utveckling under 1900-talet som alla anses ha haft stor betydelse:
- Första tredjedelen av 1900-talet: Industriell produktion av astronomiska instrument, främst kikare och teleskop, påbörjades.
- Tidiga 1970-talet: De första teleskopen av typen Schmidt-Cassegrain och Dobson släpptes på marknaden. Detta ökade kvalitén på amatörobservationerna avsevärt till en förhållandevis låg kostnad.
- Omkring 1990: De första astronomiska instrumenten tillverkade i Kina börjar säljas på marknaden. Detta har lett till en omfattande prispress varför instrumenten nu är billigare än någonsin. Amatörastronomin har därför blivit tillgänglig för allt fler.

## Typer av observationer
Tillsammans studerar amatörastronomerna en rad olika himlakroppar och astronomiska fenomen. Vanliga objekt som observeras är månen, planeterna, stjärnor, nebulosor, galaxer, kometer och meteorregn. Resurserna är ofta betydligt mer begränsade än för yrkesastronomerna, och det är vanligt att man specialiserar sig på ett särskilt objekt, typer av objekt eller speciella händelser som intresserar den enskilde amatörastronomen. En gren av amatörastronomin är amatörastrofotografi där man försöker ta bilder av det man studerar. Detta har blivit allt mer populärt efterhand som priset på den sofistikerade utrustning som krävs för ett bra resultat har gått ner i pris.
De flesta amatörerna arbetar med synligt ljus, men en minoritet experimenterar med våglängder utanför detta spektrum. Pionjären inom amatörradioastronomin Karl Guthe Jansky, började observera himlen vid radiofrekvenser under 1930-talet och sedan dess har intresset ökat. Vissa använder hemgjorda radioteleskop medan andra använder sådana som ursprungligen var gjorda för professionella studier men som senare blivit tillgängliga för allmänheten. Ett exempel på ett sådant teleskop är One-Mile Telescope. Icke visuella fält inkluderar också användningen av infraröda filter på vanliga teleskop, och bruket av radioteleskop.

## Vanliga hjälpmedel

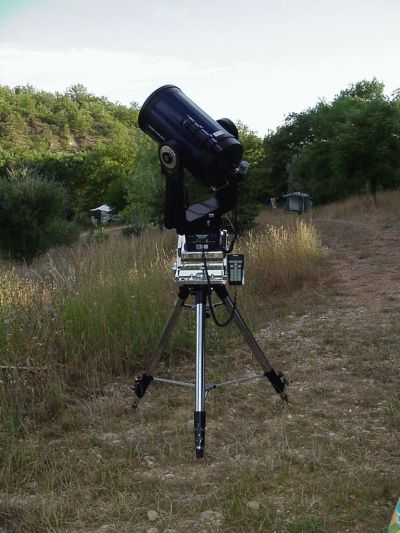
Ett amatörteleskop av den populära typen Schmidt-Cassegrain.

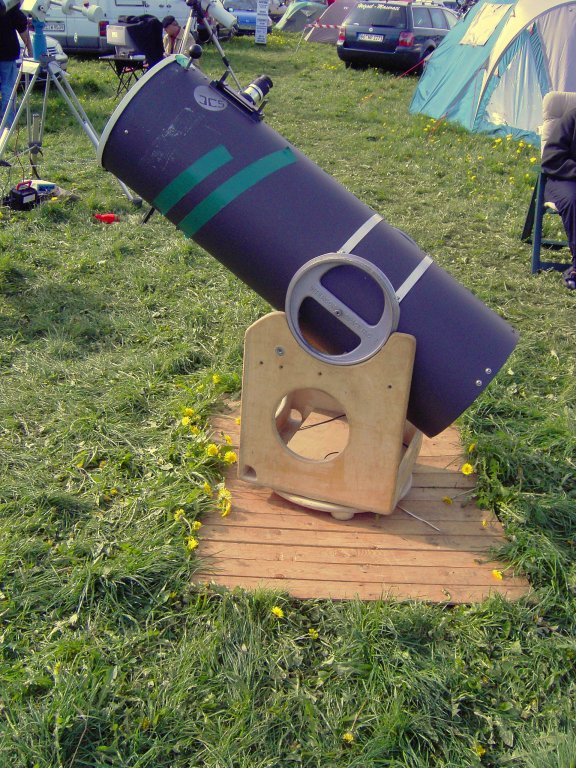
Ett hemmabyggt Dobsonreflektorteleskop

Amatörastronomer använder en lång rad instrument för att studera himlen, beroende på en kombination av deras intresse och tillgångar. Metoderna inkluderar att helt enkelt observera natthimlen med blotta ögat, bruket av kikare, ett stort antal typer av teleskop med olika kvalité och förstoringsgrad, samt andra sofistikerade instrument som CCD-kameror. Det finns kommersiellt tillverkade teleskop som många använder, men det är inte helt ovanligt att amatörastronomerna föredrar att bygga sina egna teleskop. Vissa har till och med själva byggandet av teleskop som sitt huvudintresse inom amatörastronomin.
Även om man tenderar att samla på sig mer och mer specialiserad och kraftfull utrustning över tiden kan relativt enkla instrument ofta vara att föredra för vissa uppgifter. Kikare till exempel, som förvisso inte ger en lika hög förstoring som ett teleskop, ger ett betydligt vidare synfält vilket kan vara användbart för studier av vissa objekt på natthimlen.
Amatörastronomer använder också stjärnkartor som, beroende på erfarenhet och syfte, kan vara allt från enkla planisfärer till detaljerade kartor över ett specifikt område på himlen. Det finns ett stort utbud av mjukvara som används av amatörastronomer, inklusive program som genererar kartor över himlen, program för astrofotografi och mjukvara som gör beräkningar gällande vissa astronomiska fenomen.
Många är noggranna med att föra anteckningar över de observationer de gör, ofta i formen av en observationslogg. Dessa loggar beskriver vanligen vilka objekt som studerades och när, såväl som detaljer som observerades. Ibland förekommer även att man använder enkla skisser som en del av loggarna medan fotografier har blivit allt mer vanligt den senaste tiden.
Internet är ett mycket viktigt verktyg för amatörastronomin. Nästan alla astronomiföreningar, även de med bara ett fåtal medlemmar, har egna webbplatser. Populariteten med CCD-kameror bland amatörerna har lett till ett stort antal webbplatser om deras bilder och utrustning. Mycket av den sociala interaktionen mellan amatörastronomerna sker genom e-postlistor eller diskussionsgrupper på Internet, till exempel på Yahoo. Mycket av handeln med produkter relaterade till amatörastronomin sker också via Internet. Många webbplatser används också som verktyg för att planera nattens observationer, där två exempel är spaceweather och heavens-above.

## Vetenskaplig forskning

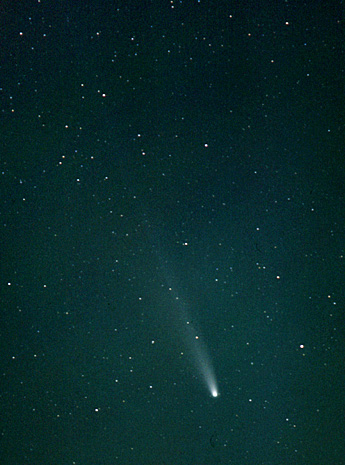
Kometen Ikeya-Zhang, fotograferad av en amatörastronom den 1 april 2002.

Vetenskaplig forskning är oftast inte huvudmålet för många amatörastronomer, i motsats till professionell astronomi. Arbete med vetenskapliga resultat är dock möjligt och många amatörastronomer har bidragit med kunskap till vetenskapen. Ofta brukar amatörastronomi nämnas som ett av få kvarvarande vetenskapliga fält där amatörer fortfarande kan bidra med värdefulla data. För att uppmärksamma detta delar Astronomical Society of the Pacific varje år ut ett pris till en amatörastronom för viktiga bidrag till astronomin.
Den största delen av de vetenskapliga bidragen sker i form av datainsamling. Speciellt gäller detta där ett stort antal amatörastronomer med små teleskop är mer effektiva är det relativt lilla antal stora teleskop som är tillgängliga för professionella forskare. Flera organisationer som Center for Backyard Astrophysics försöker samordna dessa bidrag.
Amatörastronomer är ofta av avgörande betydelse för studier av ljusstyrkevariationer hos variabla stjärnor, att söka efter kometer och att leta efter supernovor i främmande galaxer.
Amatörastronomer bidrar även med att spåra asteroider, samt observera förmörkelser och skuggeffekter från olika objekt. Ytterligare uppgifter som amatörer kan vara till hjälp med är när man vill uppdatera föråldrade banberäkningar av asteroider och planetmånar.
Med mer avancerad utrustning, men fortfarande billig ur en professionell synvinkel, kan amatörastronomer mäta upp spektrum från astronomiska objekt, vilket kan ge data av hög kvalité om mätningarna görs noggrant. Amatörastronomer kan dock även ofta använda sig av de enorma mängder data som stora instrument från den professionella astronomin har producerat. Inte sällan hittar amatörastronomer fenomen som vetenskapsmännen har missat, till exempel små medlemmar av Kreutz-gruppen, en speciell kategori kometer. Mycket av dessa data är fritt tillgängligt på Internet för vem som helst att undersöka.
Både förr och nu har amatörastronomer spelat en stor roll för att upptäcka nya kometer, ofta får sedan kometen upptäckarens namn. Men under den senare tiden har stora forskningsprojekt som Lincoln Near-Earth Asteroid Research och Near Earth Asteroid Tracking betytt att de flesta nya kometer nu upptäcks av automatiserade system, långt innan amatörer kan se dem.

## Amatörastronomiska föreningar
Det finns ett stort antal föreningar runt om jorden där de som är intresserade av amatörastronomi kan samlas, såväl för de som är aktivt intresserade av observerandet som de som bara är intresserade av ämnet. Föreningarnas aktiviteter beror på en rad faktorer som geografisk spridning av medlemmarna, lokala förutsättningar för observationer, storlek och medlemskap. Till exempel kan en lokal förening i en stor stad fokusera på möten med föredrag och mindre på faktiska observationer på grund av den lokala ljusföroreningen. Det vanliga är att man håller regelbundna möten, vilket kan inkludera aktiviteter som stjärnskådning eller presentationer. Föreningarna är också en mötesplats för folk med liknande intressen, som teleskoptillverkning.

## Stjärnträffar
En särskild sorts tillställning är en stjärnträff (även kallad star party eller stjärnfest) där amatörastronomer samlas för att observera natthimlen. Mindre stjärnträffar varar en natt medan större evenemang kan pågå i upp till en vecka. Vanligtvis organiseras stjärnträffar på mörka platser långt från störande ljus.